# 春乃知歩
春乃 知歩（はるの ちほ）は、2010年3月31日、岐阜県生まれ。JCミスコン2023 candy magic賞受賞。日本のインフルエンサー。LUV所属。渋谷女子インターナショナルスクールの3期生。
特技：ダンス、歌、マンガ、映画、メイク、おしゃべり好き、アコースティック・ギターの弾き語り。愛犬はトイプードル名前はコロンくん。

## 経歴
- 2023年8月、中学校2年生の時にJCミスコンからSNS、ミクチャをはじめ、2023年JCミスコン ファイナリストとなり、ダンス&ヴォーカル『フルハウス!!!!!』ではメインボーカルに選定、candy magic賞を受賞[5]。
- 2024年、SNS、TikTokを毎日投稿し"ただ前髪を切る動画だよぉ!"では1700万回再生を超える。人気インフルエンサー[6]。
- 2025年、GU「2025春夏コレクション」のファッションモデルにも人気インフルエンサーとして起用[7]。
- 4月、渋谷女子インターナショナルスクール　3期生 特待生 準グランプリ。4月2日には「ちほ」に名字を付けて「春乃知歩（ちほ）」として活動開始[8]。

## JCミスコン2023実績
- 東日本ブロックB　1位突破
- 4次審査　スタートダッシュ　1位突破、4次審査　セミファイナリスト
- 敗者復活戦　2位　特別賞受賞[9]
- JCミスコン2023 ファイナリスト[10]
- TGCteen 2023 Winter ランウェイ出演[11]
- ダンス＆ヴォーカル「フルハウス!!!!!」メインヴォーカル[12]
- モデルプレス　インタビュー掲載[13]
- ファイナリスト限定　ラスト応援PJ 4位
- JCミスコン ファイナリスト アドトラック 渋谷・品川掲載[14]
- JCミスコン2023 candy magic賞受賞[15]
- candy magic キャンマジアンバサダー就任[15]

## インフルエンサー

### 2024年
- カラコン「candy magic」
- フェイスマスク「LuLuLun」
- アイメイク「dejavu」[16]
- ロフト「コスメフェスティバル2024」
- 韓国コスメ「Dr.twentyproject」「EITHER&」「TIR TIR」新作展示会
- 加工&カメラ&AIイラスト化アプリ「Meitu」
- ワーナー ブラザース ジャパン映画『はたらく細胞』舞台挨拶・試写会[17]

### 2025年
- カラコン「candy magic SIE.(シー)」[18]
- フェイスマスクLuLuLun「ハイドラVマスク」[19]
- GU「2025春夏コレクション」展示会
- Kao「まつげの黒ケープ」発表会
- Chico「2025 SPRING COLLECTION」発表会
- 「渋谷女子インターナショナルスクール」@shibujyo109
- PLAZA「PROJECT CAMP」展示会
- Coralhaze「Glow Lock Jelly Tint」
- BeautyWalkショートドラマ「JKっポイ界隈」TikTok[20]